# Уишарт, Джордж
Джордж Уишарт (англ. George Wishart; ок. 1513—1 марта 1546) — шотландский церковный деятель, проповедник Реформации.
Джордж Уишарт происходил из небогатой дворянской семьи и получил образование в Лёвенском университете, где по всей видимости увлекся идеалами Реформации. С начала 1530-х годов Уишарт начал проповедовать протестантское учение в Ангусе, но был вынужден вскоре бежать в Англию. Радикальные идеи Уишарта, близкие к кальвинизму и цвинглианству, пришлись не по душе сторонникам умеренного англиканства, и против Уишарта начались преследования со стороны английского духовенства во главе с архиепископом Томасом Кранмером. В 1543 году, после смерти короля Якова V, Уишарт вернулся в Шотландию, где протестантство начало завоевывать все большее количество сторонников. Он развернул широкую кампанию проповедей обновленной религии в различных регионах страны. Уишарт выступал с позиций кальвинизма, отрицая католические таинства, свободу воли и необходимость церковной организации для спасения человека. Это вызвало недовольство кардинала Битона, который в то время возглавлял правительство Шотландии. Уишарт был схвачен по приказу кардинала, предстал перед церковным судом по обвинению в ереси и 1 марта 1546 года сожжен в Сент-Эндрюсском замке.
Вскоре после казни Уишарта группа радикальных протестантов в качестве мести захватила Сент-Эндрюс и убила кардинала Битона. Это послужило началом нового этапа в развитии Реформации в Шотландии.